# 유리체
유리체(琉璃體)는 안구의 기관 중 하나로, 수정체 뒤쪽에 있으며, 내강을 메우는 투명한 젤리 같은 조직이다. 일본에서는 초자체(硝子體)라고도 불린다. 단백질(콜라겐)으로 이루어져 있다. 또한, 안구 바깥쪽을 덮는 공막과 함께 안구의 형태를 유지하는 역할을 맡는다. 또 외력을 분산시키는 작용을 가진다.
망막박리 발생 기전과 관계성이 있다.

## 그림

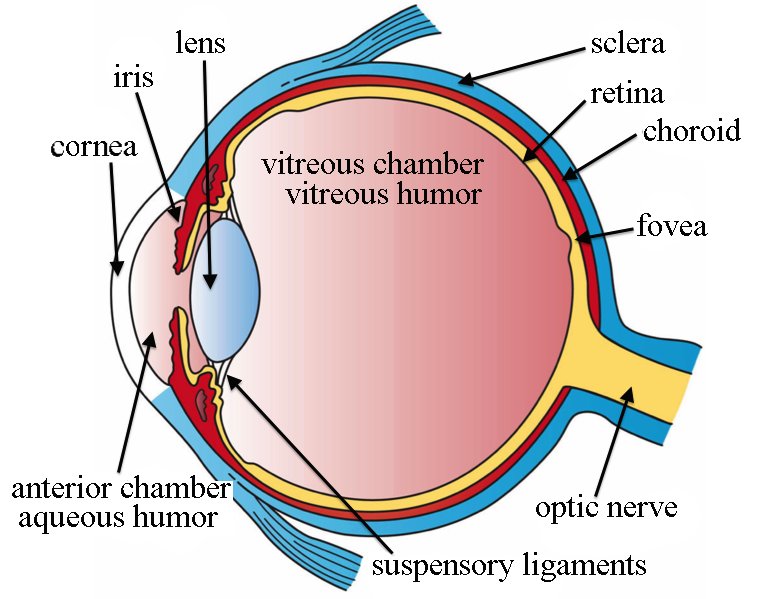
안구의 구조
안구의 구조

## 같이 보기
- 비문증
- 광시증